# John Edwards Hill
John Edwards Hill (* 11. Juni 1928 in Colemans Hatch, Sussex; † 6. Mai 1997) war ein britischer Mammaloge. Seine Forschungsschwerpunkte waren die Fledermäuse und Nagetiere.

## Leben
Hill war das einzige Kind von Albert und Marjorie Hill, geborene Edwards. Während des Zweiten Weltkriegs besuchte er die East Grinstead Grammar School, die er 1946 im Alter von 18 Jahren abschloss. Er erhielt eine Auszeichnung in Biologie und den allgemeinen Preis für das Examen. Während der Kriegsjahre lebten Hill und seine Familie in der Ashdown School, einer kleinen Privatschule, wo sein Vater als Gärtner und seine Mutter als Haushälterin beschäftigt war. Um seine Familie finanziell zu unterstützen, nahm Hill eine Stelle als Teilzeitlehrer an der Ashdown School an, wo er Handwerk unterrichtete. Der Direktor der Schule erkannte offensichtlich Hills Fähigkeiten und unterrichtete ihn in den klassischen Sprachen Latein und Griechisch, die ihm beide in seiner zukünftigen Karriere zugutekamen.
Nach dem Verlassen der Schule wurde Hill Assistent beim Meteorologischen Amt des Ministeriums für Luftfahrt. Auf diese Weise kam er trotz seines schlechten Sehvermögens zur Royal Air Force (RAF). Nach zwei Monaten, in denen er einige technische Kenntnisse und Fertigkeiten erwarb, war er ordnungsgemäß bei der RAF rekrutiert und diente in den folgenden zwei Jahren als Meteorologischer Assistent bei den britischen Luftstreitkräften. Während seines Dienstes bei der RAF reiste er innerhalb Asiens, wo er einige Zeit in Japan, auf den Nikobaren und in Singapur verbrachte. 1948 schied er als Leading Aircraftman (britisches Pendant zum Obergefreiten der Luftwaffe) aus der RAF aus. Im selben Jahr wurde er beim Scientific Civil Service, dem wissenschaftlichen Dienst der britischen Regierung, eingesetzt, und er erhielt eine Position als Forschungsassistent beim Natural History Museum in London, wo seine lange Karriere in der Abteilung für Säugetiere begann. 1949 wurde er in die Forschungsstation für Schädlingsbefall in der Abteilung für wissenschaftliche und industrielle Forschung in Slough versetzt. Bald darauf wurde ihm ein Stipendium für ein Hochschulstudium angeboten, das er jedoch ablehnte. Stattdessen begann er seine kuratorische Arbeit im Natural History Museum. Hier kam er in Kontakt mit zahlreichen namhaften Zoologen, darunter Terence Morrison-Scott (1908–1991), dem Leiter der Säugetierabteilung und Robert W. Hayman, sein direkter Vorgesetzter. Weitere Personen, die Hill in seiner Karriere beeinflussten, waren Sir John Ellerman, der sich mit dem taxonomischen Studium der Nagetiere beschäftigte und die Mammalogin Eleanor M. O. Laurie, mit der Hill in den ersten Jahren im Museum eng zusammenarbeitete. 1955 heiratete Hill Brenda Morphew, die ihn bei seiner Forschungsarbeit unterstützte. Aus dieser Ehe ging eine Tochter hervor. 1977 wurde Hill zum Wissenschaftlichen Leiter der Säugetierabteilung des Natural History Museum ernannt. 1985 wurde er zum Ehrenmitglied der American Society of Mammalogists gewählt. 1988 ging Hill in den Ruhestand.
Hill beschrieb als Autor und Co-Autor 24 neue Arten und 26 neue Unterarten (13 Nagetiere und 37 Fledermäuse), darunter 1974 die kleinste Fledermausart der Welt, die Schweinsnasenfledermaus (Craseonycteris thonglongyi) aus Thailand, die zu einer eigenen Gattung und Familie gehört. Ferner veröffentlichte er Revisionen über die Gattungen Hipposideros, Philetor, Laephotis, Scotoecus, Hesperoptenus und Mystacina sowie über die Familien Rhinopomatidae und Vespertilionidae.
Zu den Veröffentlichungen Hills zählen Use of dermestid beetles for cleaning mammalian skeletons (1951), List of land mammals of New Guinea, Celebes and adjacent islands (1954), Robinson Collection of Malaysian mammals (1960), Bats from Ethiopia collected by the Great Abbai Expedition, 1968, A world list of mammalian species (1980, 1986 und 1991),  Bats: A Natural History (1984) sowie Mammals of the Indomalayan region (1992).
Ein besonderer Forschungsschwerpunkt waren die Fledermäuse, über die Hill etwa 90 wissenschaftliche Artikel veröffentlichte.

## Dedikationsnamen
Mehrere Fledermaustaxa sind nach John Edwards Hill benannt, darunter Taphozous hilli, Rhinolophus hilli, Hipposideros edwardshilli, Pteropus neohibernicus hilli, und Sturnira koopmanhilli. 1995 benannten Paulina D. Jenkins und Angela L. Smith die Hill-Spitzmaus (Crocidura hilliana) zu Ehren Hills. Rhinolophus hillorum wurde zu Ehren von John Edwards Hill und John Eric Hill benannt.